# Campionati del mondo di ciclocross 2011 - Gara maschile Under-23
La gara maschile Under-23 dei campionati del mondo di ciclocross 2011 è stata corsa il 29 gennaio a Sankt Wendel, in Germania. La corsa era riservata agli atleti nati tra il 1989 e il 1992. È stata vinta dall'olandese Lars van der Haar, davanti al connazionale Mike Teunissen e al ceco Karel Hnik.
I corridori che presero il via furono 47, mentre coloro che completarono la gara furono 39.

## Squadre partecipanti
| N. ciclisti | Cod. | Squadra       |
| ----------- | ---- | ------------- |
| 1           | AUT  | Austria       |
| 5           | BEL  | Belgio        |
| 5           | CZE  | Rep. Ceca     |
| 1           | DEN  | Danimarca     |
| 3           | FRA  | Francia       |
| 5           | GER  | Germania      |
| 2           | GBR  | Gran Bretagna |
| 3           | ITA  | Italia        |

| N. ciclisti | Cod. | Squadra     |
| ----------- | ---- | ----------- |
| 2           | LUX  | Lussemburgo |
| 5           | NLD  | Paesi Bassi |
| 3           | POL  | Polonia     |
| 1           | ROM  | Romania     |
| 2           | ESP  | Spagna      |
| 1           | SWE  | Svezia      |
| 4           | SUI  | Svizzera    |
| 4           | USA  | Stati Uniti |

## Classifica (Top 10)
| Pos. | Corridore         | Squadra     | Tempo  |
| ---- | ----------------- | ----------- | ------ |
| 1    | Lars van der Haar | Paesi Bassi | 52'01" |
| 2    | Mike Teunissen    | Paesi Bassi | a 1"   |
| 3    | Karel Hník        | Rep. Ceca   | s.t.   |
| 4    | Matthieu Boulo    | Francia     | a 3"   |
| 5    | Tijmen Eising     | Paesi Bassi | a 4"   |
| 6    | Wietse Bosmans    | Belgio      | a 7"   |
| 7    | Valentin Scherz   | Svizzera    | a 13"  |
| 8    | Joeri Adams       | Belgio      | a 24"  |
| 9    | Jimmy Turgis      | Francia     | s.t.   |
| 10   | Vincent Baestaens | Belgio      | a 30"  |